# Justo Nuevo
Justo Nuevo était un footballeur Français, né le 14 mai 1922 à Talavera la Vieja (Estrémadure, Espagne) et mort le 31 juillet 1991 à Pierrefitte-sur-Seine en Seine-Saint-Denis.
Il évoluait au poste de latéral gauche.

## Clubs
- 1943-1944 :  Équipe fédérale Paris-Capitale[2]
- 1945-1946 :  Red Star (D1)
- 1946-1947 :  Red Star (D1)
- 1947-1948 :  Red Star (D1)
- 1948-1949 :  Lille OSC (D1) 31 matchs, 0 but
- 1949-1950 :  Lille OSC (D1) 2 matchs, 0 but
- 1949-1950 :  Le Havre AC (D2) 11 matchs, 0 but
- 1950-1951 :  Le Havre AC (D1) 7 matchs, 0 but
- 1951-1952 :  Rennes (D1) 32 matchs, 0 but
- 1952-1953 :  Rennes (D1) 34 matchs, 0 but
- 1953-1954 :  Rennes (D2) 38 matchs, 0 but

## Palmarès
- Finaliste de la coupe de France avec le Lille OSC en 1949
- Finaliste de la coupe de France avec le Red Star en 1946